# Ͳ
Sampi (Ͳ ou ͳ) é uma letra obsoleta do alfabeto grego e possuía um valor numérico de 900. O nome "sampi" parece originar-se de [o]sàn pî: "como pi." Faz parte do Alfabeto grego e, em fonética, lê-se como /ss/ ou /ts/. Há dois tipos muito diferentes de glifos sampi: "Sampi arcaico" (Ͳ, ͳ) usado para escrever palavras e "Sampi numérico" (Ϡ, ϡ) usado na documentação legal grega moderna.

## Classificação
Faz parte do Alfabeto grego e, em fonética, lê-se como /ss/ ou /ts/